# Isopisthus parvipinnis
 Isopisthus parvipinnis és una espècie de peix de la família dels esciènids i de l'ordre dels perciformes.

## Morfologia
- Els mascles poden assolir 25 cm de longitud total i 240 g de pes.[4][5]

## Alimentació
Menja principalment gambetes.

## Hàbitat
És un peix de clima tropical i demersal que viu fins als 45 m de fondària.

## Distribució geogràfica
Es troba a l'Atlàntic occidental: des de Costa Rica fins al sud del Brasil.

## Ús comercial
És important com a aliment per als humans.

## Observacions
És inofensiu per als humans.